# Renato Sulić
Renato Sulić (Fiume, Horvátország, 1979. október 12. –) horvát válogatott, világbajnok és Európa-bajnoki ezüstérmes kézilabdázó, a horvát RK Zamet csapatának játékosa. Posztja szerint beállós.

## Pályafutása
Sulić pályafutását az RK Trsatban kezdte, ahol hamar felfigyeltek tehetségére, így 1995-ben az RK Zamet igazolta le, akiket abban az évben feljutáshoz segített a másodosztályból. Ugyanebben a szezonban tagja volt a klub  U-19-es bajnokcsapatának is. Négy év elteltével klubot váltott és az RK Metkovićban folytatta pályafutását. Itt mindössze egy szezont töltött, majd visszatért a Zametbe. 2001-től az RK Zagreb játékosa lett, háromszor nyert bajnoki címet a fővárosi csapattal. 2004 nyarán a Fotex Veszprém szerződtette, de egy súlyos sérülés miatt alig szerepelhetett a magyar csapatban, egy év elteltével pedig újra a Zamet, majd a szlovén RK Celje csapatának tagja lett. 2007-ben szlovén bajnokságot nyert a csapattal, majd 2009-ben visszatért a Veszprémhez, ahol ezt követően tíz szezont töltött el. A bakonyi klubbal kilenc bajnoki címet és Magyar Kupát nyert, a Bajnokok Ligájában kétszer játszhatott döntőt és kétszer megnyerte a nemzetközi SEHA-ligát is. A 2018-2019-es szezontól a lengyel Wisła Płock játékosa volt. 2020-ban tért vissza Horvátországba korábbi csapatához az RK Zamethez.

## Magánélet
Sulić 2003 óta házasságban él az egykori Miss Universe-induló Maja Cecić-Vidoškallal. Négy gyermekük született, egy fiú és három lány. Egy ideig éjszakai bárt működtetett Fiume belvárosában. 2016 áprilisában magyar állampolgársági esküt tett.

## Sikerei,díjai
RK Metković
- EHF-kupa győztes (1): 2000

RK Zagreb
- Horvát bajnok (3): 2002, 2003, 2004
- Horvát kupagyőztes (2): 2003, 2004

RK Celje
- Szlovén bajnok (2): 2007, 2008
- Szlovén kupagyőztes (1): 2007

Veszprém KC
- Magyar bajnok (9): 2005, 2010, 2011, 2012, 2013, 2014, 2015, 2016, 2017
- Magyar kézilabdakupa (10): 2005, 2010, 2011, 2012, 2013, 2014, 2015, 2016, 2017, 2018
- EHF-bajnokok ligája: döntős (2) 2015, 2016
- SEHA-ligagyőztes (2): 2015, 2016

Egyéni
- EHF-bajnokok ligája  az idény legjobb beállója, 2013-14

## Külső hivatkozások
- Renato Sulić player profile a MKB Veszprém KC hivatalos honlapján